# Парфений (Попов)
Архиепископ Парфений (в миру Пётр Тихонович Попов; 1811 — 21 января 1873) — епископ Русской православной церкви, архиепископ Иркутский и Нерчинский.

## Биография
Родился в 1811 году в селе село Вербилово Задонского уезда Воронежской губернии в семье священника.
Первоначально учился в Воронежской духовной семинарии (1831), затем в Киевской духовной академии.
В 1835 году окончил курс академии со степенью магистра. В том же году 7 октября назначен профессором Орловской духовной семинарии.
13 октября 1836 года принял сан священника.
С 1 октября 1840 года — протоиерей Елецкого собора.
16 ноября 1841 года пострижен в монашество.
24 октября 1842 года определен инспектором Орловской духовной семинарии. 20 апреля 1844 года назначен ректором Орловской духовной семинарии, а 20 мая возведен в сан архимандрита.
С 22 октября 1845 года — ректор Харьковской духовной семинарии и настоятель Старо-Харьковского Преображенского Куряжского монастыря.

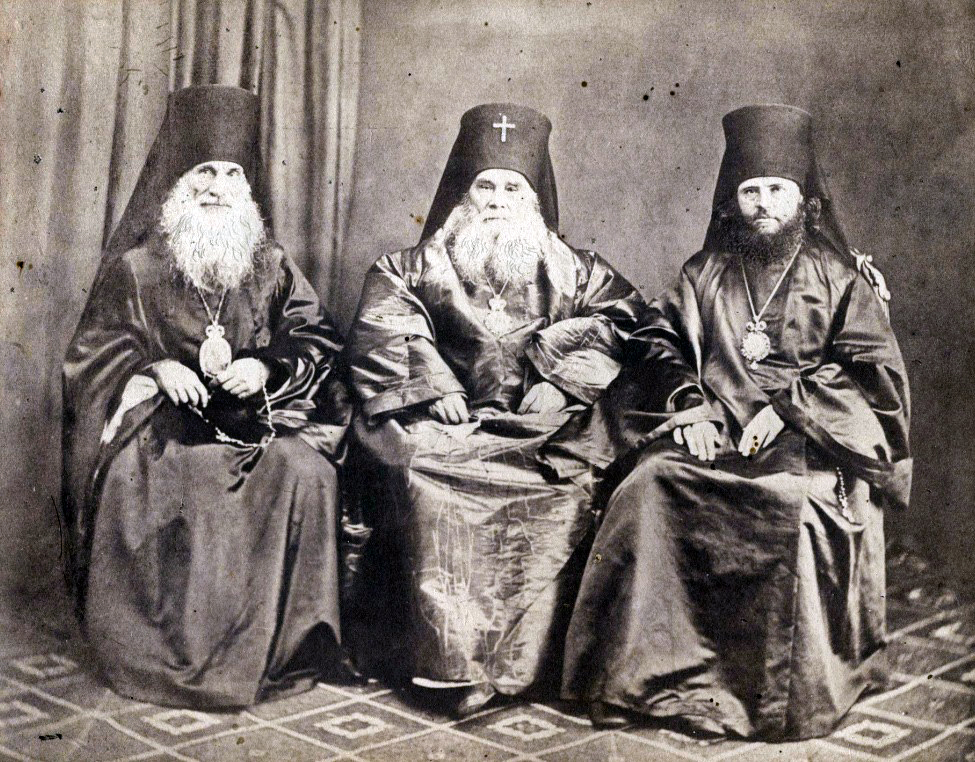
Архиепископ Иркутский Парфений (Попов), митрополит Московский и Коломенский Иннокентий (Вениаминов) и епископ Камчатский, Курильский и Алеутский Вениамин (Благонравов)

С 12 апреля 1848 года — ректор Херсонской духовной семинарии и настоятель Одесского Успенского монастыря.
29 февраля 1852 года назначен ректором Казанской духовной академии.
14 марта 1854 года хиротонисан во епископа Томского и Енисейского.
13 сентября 1860 года назначен епископом Иркутским и Нерчинским.
Будучи епископом Томским, он познакомился с методами работы Алтайской духовной миссии и впоследствии создал две раздельные миссии в Иркутской епархии — Иркутскую и Забайкальскую (1862). В период управления Иркутской епархией владыка Парфений совершил около 8 тысяч крещений среди бурят и отчасти якутов.
Преосвященный Парфений составил акафист святителю Иннокентию, епископу Иркутскому.
31 марта 1863 года возведен в сан архиепископа.
Избран почётным членом Киевской духовной академии.
Парфений Попов скончался 21 января 1873 года и был с почестями погребён в усыпальнице соборного Вознесенского храма Вознесенского монастыря в Иркутске.